# Constantin Wilhelm Lambert Gloger
Constantin Wilhelm Lambert Gloger (17 september 1803 nabij Grottkau, Silezië, Koninkrijk Pruisen - 30 december 1863 in Berlijn) was een Duitse zoöloog en ornitholoog.
Constantin Gloger was de eerste die de verschillen tussen zwaluwen en gierzwaluwen inzag. Hij was ook de eerste die kunstmatige vleermuiskasten opzette.
Hij was de ontdekker van wat nu bekend staat als de regel van Gloger, die stelt dat donkere pigmenten toenemen bij dieren die in warme en vochtige habitats leven (vogels waren de voorbeelden waarin hij het patroon oorspronkelijk opmerkte). Hij bracht deze theorie naar voren in zijn Das Abändern der Vögel durch Einfluss des Klimas (1833). De exacte manier waarop dit patroon feitelijk wordt veroorzaakt is nog steeds onduidelijk, maar bij vogels is gesuggereerd dat het donkerder gepigmenteerde verenkleed bescherming biedt tegen verenafbrekende bacteriën, waarvan de activiteit groter is in warme en vochtige streken.  Zijn andere werk omvat Gemeinnütziges Hand- und Hilfsbuch der Naturgeschichte (1841).